# Tittis lekstuga
Tittis lekstuga (engelska: Trudy's Time & Place House) är ett barnspel från 1995 i serien "Early Learning House" där spelaren träffar på rollfiguren Titti i sin lekstuga. Den engelska versionen från spelet finns att tillgå gratis på Internet via Virtual School Society

## Spelet
Spelaren väljer ett av flera småspel som den vill köra. I rymdspelet kan spelaren fotografera jorden och få i uppdrag av Rymdmusen och Melvin att fotografera bestämda platser. I spelet med bönorna styr spelaren en myra på en spelplan som ska hitta bönor som finns utmärkta på en karta. I bönspelet kan man få instruktioner för hur man gör av Åke Kråka.
I sandlådan bygger spelaren en egen stad eller hjälper en bäver med att bygga en stad enligt en färdig mall. I kalendern kan spelaren se i realtid vad som händer utanför Elsas hus genom att ange klockslag och datum. Spelaren kan även få i uppdrag av en nyckelpigga att ställa in den korrekta datum och klockslaget. I klockspelet lär spelaren sig hur den analoga och digitala klockan fungerar. Man kan även hjälpa Analoga Ann och Digitala Dan med att ställa sina klockor så att de stämmer.
I den engelska versionen finns två spel till, ett festivalområde som spelaren kan besöka där man får reda på hur olika länder firar sina egna högtider. I spelet kan spelaren även hjälpa en humla att hitta saker från de olika festerna. Den andra är ett besök i staden där man träffar på andra de rollfigurerna i spelserien och kan även göra saker som att besöka skolan och svara på en uppgift som läraren ger. Där kan man även hjälpa Titti att posta ett brev och ge polisen ett meddelande som man får av borgmästaren. Varje spel har olika svårighetsgrader.